# 米念芭
米念芭（学名：Tirpitzia ovoidea）为亚麻科青篱柴属下的一个种。